# أليوت إيفانز
أليوت إيفانز (بالإنجليزية: Elliot Evans)‏ هو مغني بريطاني، ولد في 19 ديسمبر 1995.